# Japonolycodes abei
Japonolycodes abei är en fiskart som först beskrevs av Matsubara, 1936.  Japonolycodes abei ingår i släktet Japonolycodes och familjen tånglakefiskar. Inga underarter finns listade i Catalogue of Life.